# Catholic News Agency
Catholic News Agency (CNA) ist eine römisch-katholische Nachrichtenagentur. Ihr Hauptsitz ist in Denver, Colorado. Eine deutsche Ausgabe der Veröffentlichungen erscheint als CNA Deutsch. Nach eigenen Angaben wurde CNA gegründet, „um dem Ruf des heiligen Papstes Johannes Paul II. sowie seiner Nachfolger nach einer Neuevangelisierung Folge zu leisten“.

## Geschichte
Die Agentur wurde 2004 gegründet und gehört nach eigenen Angaben zu den am schnellsten wachsenden römisch-katholischen Nachrichtendiensten der englischsprachigen Welt. CNA bietet aktuelle und für den Nutzer kostenlose Nachrichten über die römisch-katholische Kirche, darunter Aussagen des Papstes und aktuelle Ereignisse am Heiligen Stuhl.
CNA ist eine Schwesteragentur von ACI Prensa. Diese wurde im Jahre 1980 im peruanischen Lima durch Pater Adalbert Maria Mohn († 1986) gegründet. Der deutsche Missionar wollte Medien wie Menschen mit einer Quelle versorgen, die katholische Nachrichten liefert, um die Sichtbarkeit der katholischen Kirche in der Öffentlichkeit zu verbessern und ihr in der Mission zu helfen. ACI Prensa ist nach Eigenangabe der weltweit größte Anbieter web-basierter römisch-katholischer Nachrichten in spanischer und portugiesischer Sprache.
Die Leitung von CNA und ACI Prensa liegt bei dem peruanischen Journalisten Alejandro Bermúdez. Er arbeitet auch als Lateinamerikakorrespondent für die US-amerikanischen Publikationen Our Sunday Visitor, National Catholic Register sowie das spanische Magazin Razón y Fe.
Der Eigentümer und Betreiber der Website ist EWTN News, Inc., eine gemeinnützige Einrichtung mit Sitz in den USA, die das Eternal Word Television Network (EWTN) unterstützt. Die beiden Agenturen werden überwiegend durch Spenden finanziert.

## Redaktion CNA Deutsch
Seit Oktober 2015 gibt es eine deutschsprachige Ausgabe der Nachrichtenagentur. Chefredakteur von CNA Deutsch ist der Journalist Anian Christoph Wimmer. Seit Oktober 2019 ist Rudolf Gehrig Chefkorrespondent für das deutschsprachige Europa.
Weitere Autoren:
- Albrecht von Boeselager
- Guido Horst
- Giuseppe Gracia
- Martin Rothweiler
- Paul Badde
- Robert Spaemann
- Rudolf Gehrig
- Stefan Meetschen
- Ulrich Nersinger